# Mädchen in Shanghai
Mädchen in Shanghai (Originaltitel: Shanghai) ist ein US-amerikanisches Filmdrama aus dem Jahr 1935 von James Flood mit Loretta Young und Charles Boyer in den Hauptrollen.

## Handlung
Die Amerikanerin Barbara Howard kommt nach Shanghai, um ihre Tante Jane zu besuchen, die sie für sehr krank hält. An den Docks sieht Barbara, wie der Rikschafahrer Dimitri Koslov, ein Halbchinese, der einst russischer Offizier war, von der Polizei geschlagen wird. Sie nimmt seinen verlorenen Kreuzanhänger an sich. Als Barbara erkennt, dass ihre Tante vollkommen gesund ist und nach Barbara geschickt hat, damit sie ihren Verehrer Tommy Sherwood heiratet, kauft sie sich ein Ticket nach Hause, indem sie den Nerzmantel ihrer Tante verpfändet.
In der Zwischenzeit besucht Dimitri den Botschafter Lun Sing, einen alten Freund seines kürzlich verstorbenen Vaters. Um eine Schuld bei Dimitris Vater zurückzuzahlen, verschafft Lun Sing Dmitri einen Job bei einer Bank. Barbara und Dimitri treffen sich wieder, als er Tommy einen Scheck über 50.000 Dollar von seinem Vater in New York überbringt, der ihm geraten hat, das Geld anzulegen, anstatt zu spielen. Barbara, die sofort von dem gutaussehenden Dimitri angetan ist, schlägt vor, dass er Tommys Investitionen verwaltet. Nach einem Tag an der Börse zeigt Dimitri Barbara das wahre Shanghai. Sie gibt ihm sein Kreuz zurück und verbrennt dann ihre Fahrkarte nach Hause. Bald macht Dimitri ein Vermögen mit Munitionsaktien und hat seine eigene Investmentgesellschaft gegründet, über die er die Mehrheitsanteile der „Shanghai Properties Company“ erwirbt, die den Bau neuer Gebäude verzögert. Lun Sing warnt Dimitri davor, eine romantische Beziehung mit Barbara einzugehen, weil er sicher ist, dass ihre Gesellschaft Dmitri ablehnen wird, wenn sie erfährt, dass er Halbchinese ist. Da er Barbaras Zukunft nicht gefährden will, weigert sich Dimitri, sie zu treffen. Die Immobilienfirma bietet Dimitri unterdessen einen guten Preis für seine Aktien, aber er lehnt ihr Bestechungsangebot ab und besteht darauf, dass die Firma sofort mit dem Bau beginnt. Als Dimitri ein Abendessen mit Barbara absagt, kommt sie wütend bei ihm an und beschuldigt ihn, die Macht zu seiner Göttin zu machen. Er küsst sie unter ihren wütenden Tränen und sie schwören sich ihre Liebe.
Auf einer Kostümparty verkündet Dimitri seinen Gästen, dass seine Mutter eine mandschurische Prinzessin war, in der Hoffnung, dass Barbara seine Abstammung nicht interessiert. Sie ist jedoch schockiert und verlässt die Stadt sofort, zusammen mit allen europäischen Gästen Dimitris. Niedergeschlagen verlässt Dimitri die Stadt und verpasst eine entscheidende Abstimmung in der Firma. Barbara, voller Bedauern, verfolgt Dimitri entschlossen zu seinem abgelegenen Versteck und sie kehren später gemeinsam nach Shanghai zurück. Dort erzählt Lun Sing Dimitri schließlich, dass seine Mutter Selbstmord begangen hat, um ihren Mann und ihr Kind von den Vorurteilen zu befreien, die sie gedemütigt und verarmt zurückgelassen hatten. Als Dimitri zum ersten Mal erkennt, dass die Liebe seiner Eltern die Bigotterie nicht besiegen konnte, verabschiedet er sich von Barbara. Sie sagt, dass sie ihn immer lieben wird und dass sie sich auf den Tag freuen, an dem die Rassen ohne Verfolgung untereinander heiraten können.

## Hintergrund
Gedreht wurde der Film ab dem 29. April 1935 in den General-Service-Studios in Hollywood.
Laut einer Pressemeldung sei der Film nach einer Idee von Walter Wanger entwickelt worden, während in einer anderen Meldung vor der Produktion angegeben wurde, das Drehbuch sei von Louis Stevens, der nicht als Autor des Films genannt wurde.
Einer Pressemitteilung zufolge sollte Carole Lombard die Hauptrolle in diesem Film spielen, sie war jedoch bereits für einen Film von Universal Pictures engagiert worden
Wie am 26. Juli 1935 angekündigt, lief der Film in London, obwohl viele vorausgesagt hatten, er würde aus rassistischen Gründen nie in England oder seinen Kolonien gezeigt werden.
Alexander Toluboff oblag die künstlerische Leitung. Travis Banton war für das Kostümbild zuständig.

## Veröffentlichung
Die Premiere des Films fand am 19. Juli 1935 statt. Im Deutschen Reich kam er am 11. Juli 1938 in die Kinos.

## Kritiken
Frank S. Nugent von der The New York Times befand, der Film sei ein fesselndes und schön inszeniertes Filmdrama, das jedoch viel von seiner Stärke als Tragödie einbüße, indem es zu seinem Ende ziellos hinüberdriftet, anstatt unaufhaltsam und dramatisch zu seinem Höhepunkt aufzusteigen. Der Fehler sei umso offensichtlicher, weil die Geschichte nur ein Ende hätte haben können, und zwar ein tragisches. Es wäre müßig, auf völlige Frische in einem Film zu hoffen, der im Grunde ein weiteres der unzähligen Dramen sei, die sich darum drehen, dass Ost Ost und West West sei und niemals beides usw. Aber es sei dem Film hoch anzurechnen, dass er die Hinfälligkeit seiner Handlung unter einem bunten Mantel aus Schauplatz, Ereignissen und Charakterisierung verborgen habe.
Derek Winnert schrieb, die verschwendeten attraktiven Hauptdarsteller geben sich unglaublich viel Mühe, seien aber fehlbesetzt, und das Ganze sei stumpfsinnig langweiliger, hoffnungslos altmodischer, romantischer Stoff, der heutzutage keine große Anerkennung mehr verdiene.